# صامويل بارنيت
صامويل بارنيت (بالإنجليزية: Samuel Barnett)‏ هو ممثل بريطاني، ولد في 25 أبريل 1980 في المملكة المتحدة.

## أعمال

### أفلام
- (2015) صعود جوبيتر[6][7][8]

### مسلسلات
- وكالة ديرك جينتلي للتحقيقات الشمولية

## ترشيحات
- جائزة توني لأفضل ممثل في مسرحية [الإنجليزية]‏ (2014)
- جائزة توني لأفضل ممثل في مسرحية [الإنجليزية]‏ (2006)

## وصلات خارجية
- صامويل بارنيت على موقع IMDb (الإنجليزية)
- صامويل بارنيت على موقع ألو سيني (الفرنسية)
- صامويل بارنيت على موقع ميوزك برينز (الإنجليزية)
- صامويل بارنيت على موقع أول موفي (الإنجليزية)
- صامويل بارنيت على موقع قاعدة بيانات برودواي على الإنترنت (الإنجليزية)
- صامويل بارنيت على موقع قاعدة بيانات الأفلام السويدية (السويدية)
- صامويل بارنيت على موقع ديسكوغز (الإنجليزية)
- صامويل بارنيت على موقع قاعدة بيانات الفيلم (الإنجليزية)
- صامويل بارنيت على موقع كينوبويسك (الروسية)